# Soupe de nouilles au bœuf
La soupe de nouilles au bœuf est une soupe de nouilles composée de bœuf bien cuit ou saignant, de bouillon de bœuf et de légumes, ainsi que de nouilles chinoises,. Le plat existe sous diverses formes en Asie de l'Est et en Asie du Sud-Est.
La soupe de nouilles au bœuf fut créée par l'ethnie hui au cours de la dynastie Tang et fut connue sous le nom de « soupe de nouilles au bœuf de Lanzhou ». La soupe de nouilles au bœuf du Sichuan ou soupe de nouilles au bœuf braisé (紅燒 牛肉 麵) est un plat du Sichuan, une variante du plat hui original. Le plat fut introduit à Taïwan par des anciens combattants sichuanais du Kuomintang qui se réfugièrent sur l'île pendant la guerre civile chinoise. À l'ouest, on l'appelle généralement « soupe taïwanaise de nouilles au bœuf,,,, ».
Au sein des communautés chinoises d'outre-mer d'Amérique du Nord, ce plat se trouve dans les restaurants chinois et taïwanais. En Chine continentale, un grand bol de soupe se prend souvent comme un repas complet avec ou sans accompagnement. À Taïwan, les vendeurs de soupes de nouilles au bœuf peuvent également proposer des accompagnements facultatifs, souvent froids, tels que du tofu séché braisé, des algues ou des intestins de porc. Les nouilles au bœuf sont souvent accompagnées de suan cai (choucroute chinoise), d'oignons verts et parfois d'autres légumes.
Les soupes de nouilles au bœuf sont souvent servies comme plat de restauration rapide en Chine continentale, M. Lee étant la plus grande chaîne de restaurants. À Taïwan, il est parfois considéré comme un plat national et chaque année Taipei organise un festival annuel de soupe de nouilles au bœuf, au cours de laquelle différents chefs et restaurants se disputent pour le titre de « meilleure soupe de nouilles au bœuf de Taïwan, ». En raison de l'influence et de l'immigration des Chinois provenant du continent au début du XXe siècle, la version taïwanaise de la soupe de nouilles au bœuf est désormais l'un des plats les plus populaires à Taïwan.

## Variantes

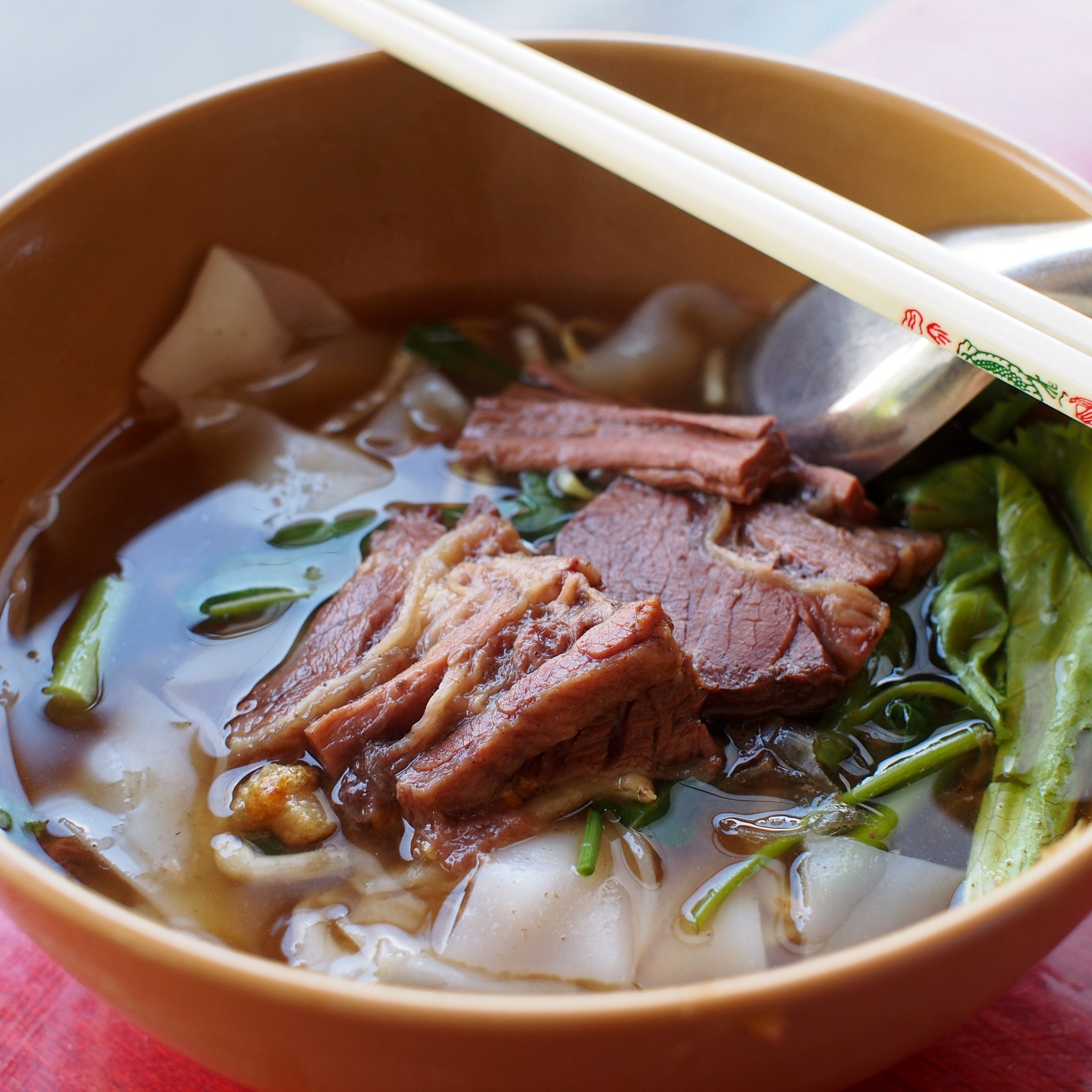
Un bol de kuaitiao nuea pueay à Chiang Mai, en Thaïlande. C'est la version thaïlandaise des nouilles au bœuf braisé.

En chinois, 牛肉麵 (niúròu miàn) signifie littéralement « nouilles au bœuf ». Les restaurants de la Chine continentale et de Hong Kong peuvent avoir tendance à distinguer entre 牛肉麵 ou « nouilles au bœuf » et 牛腩麵 (niúnǎn miàn) ou « nouilles de poitrine de bœuf », la première appellation contenant soit du jarret ou des tranches de bœuf et la dernière ne contenant que de la poitrine. Il est parfois servi avec des wontons. À Taïwan, les nouilles au bœuf se composent généralement uniquement de poitrine ou de jarret, bien que de nombreux restaurants aient également du tendon ou une option plus onéreuse avec de la viande et du tendon (chinois : 半筋半肉麵 ; pinyin : bàn jīn bàn ròu miàn, littéralement « moitié tendon moitié nouilles à la viande ») et occasionnellement avec des tripes.
三寶麵 (sānbǎo miàn) désigne généralement un bol contenant jarret, tendon et viande. Si on commande de la soupe de nouilles au bœuf (chinois : 牛肉湯麵 ; pinyin : niúròu tāngmiàn) dans un restaurant à Taïwan, en Chine continentale ou à Hong Kong, on pourrait recevoir un bol de nouilles moins cher dans du bouillon de bœuf mais pas viande de bœuf. Si on commande un 牛肉湯 ou « soupe au bœuf », on pourrait obtenir un bol plus cher de bouillon de bœuf contenant des morceaux de viande de bœuf mais sans nouilles. À Tainan, la soupe de bœuf (牛肉湯) désigne une spécialité distincte et locale, où le bœuf en tranches est blanchi dans une soupe chaude et accompagné de gingembre râpé.
Il existe deux variantes courantes de nouilles au bœuf qui diffèrent par la façon dont le bouillon est préparé : une soupe de nouilles au bœuf braisé et une soupe claire de nouilles au bœuf.

### Nouilles au bouillon de bœuf clair

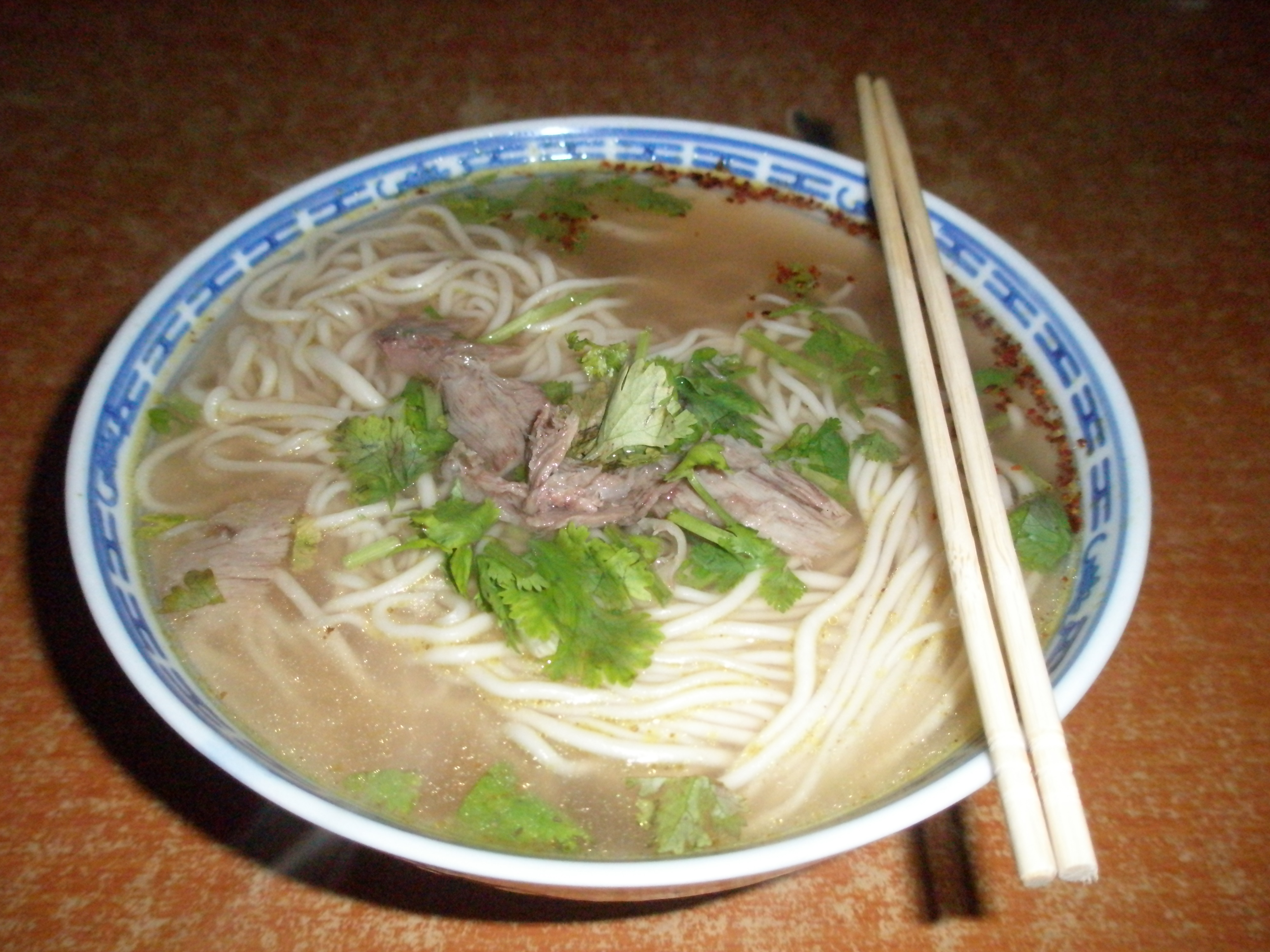
Les nouilles au bœuf de Lanzhou accompagnées d'une soupe claire et nouilles faites à la main.

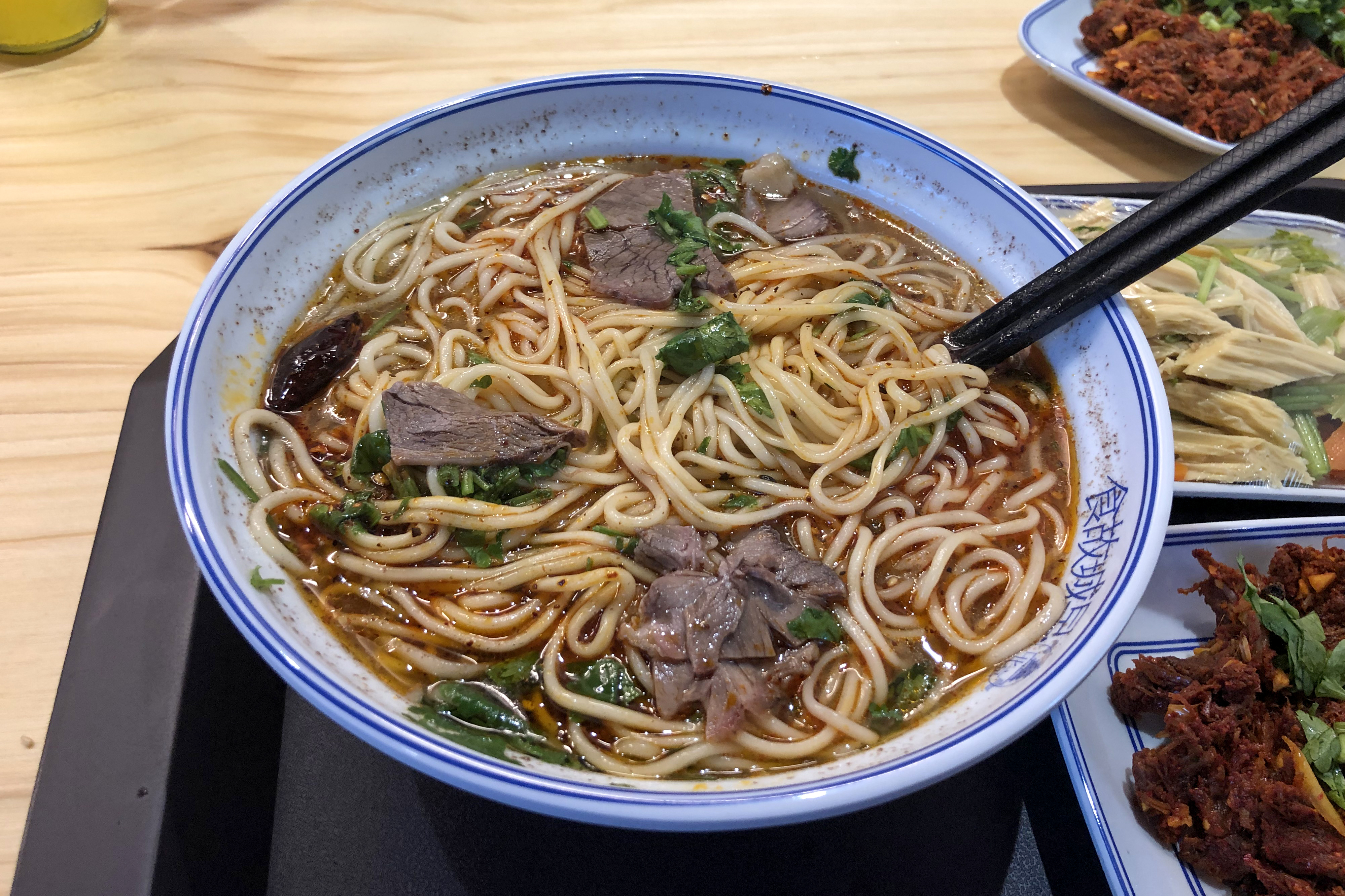
Une soupe de nouilles au bœuf cuisinée selon la technique de Lanzhou accompagnée d'huile au piment.

Les nouilles au bœuf à la chinoise sont également connues sous le nom de « nouilles au bœuf à base de bouillon clair ou consommé » (chinois : 清燉牛肉麵 ; pinyin : qīngdùn niúròu miàn). De la viande halal (chinois : 清真 ; pinyin : qingzhen) est souvent servie sans sauce de soja, donnant un goût plus léger qui peut être aromatisé au sel et aux herbes. Les traditions locales attribuent sa création à un homme chinois d'ethnie hui de Lanzhou nommé Ma Baozi. À Lanzhou, dans la province du Gansu, les nouilles lamian au bœuf de Lanzhou (chinois : 兰州牛肉面 ; pinyin : lánzhōu niúròu miàn) sont généralement servies avec une soupe claire et des nouilles lamian tirées à la main.
Dans les restaurants halal, seul le bœuf local de qualité provenant des Jaunes du Sud est utilisé pour les nouilles au bœuf. Le radis chinois et l'huile épicée spécialement cuite[Quoi ?] sont également des accompagnements indispensables des nouilles au bœuf de Lanzhou. Avec des nouilles, de la soupe claire et des herbes, les ingrédients sont appelés yi qing er bai san huang si lü. Yi qing signifie quelque chose de clair, la soupe ; er bai signifie quelque chose de blanc, le radis chinois ; san huang signifie quelque chose de jaune, les nouilles tirées à la main et si lü signifie quelque chose de vert, donc l'herbe. 

### Nouilles de bœuf braisé
Lorsque la sauce de soja est utilisée, la soupe est appelée « soupe de nouilles au bœuf rôti ou braisé » (chinois : 紅燒牛肉麵 ; pinyin : hóngshāo niúròu miàn). La soupe de nouilles au bœuf braisé aurait été inventée dans le Sichuan comme variante de la soupe de nouilles au bœuf hui musulmane en raison de la forte immigration dans la province. Ce type de soupe de nouilles au bœuf a tendance à être épicée. On peut y ajouter de l'ail, de l'huile au chili, du doubanjiang ou de la poudre de cinq épices, des éléments classiques de la cuisine sichuanaise. On l’appelle parfois « soupe de nouilles au bœuf du Sichuan » (chinois : 四川牛肉麵 ; pinyin : sìchuān niúròu miàn), notamment à Taïwan. Le bœuf est souvent cuit avec le bouillon et mijoté, parfois pendant des heures. Les chefs laissent également mijoter le bouillon pendant de longues périodes avec la moelle osseuse ; certains vendeurs peuvent cuire le bouillon de bœuf pendant plus de 24 heures. Le plat peut être trouvé dans toute la province du Sichuan, en particulier dans la capitale, Chengdu et également à l'étranger, comme c'est le cas dans les restaurants sichuanais aux États-Unis.
Le plat a été introduit à Taïwan par des vétérans du Kuomintang de la province du Sichuan qui fuirent la Chine continentale pour se rendre à Kaohsiung à Taïwan, et servirent dans des villages de familles de personnes à charge des militaires[pas clair] (qui avaient une cuisine distincte du reste de Taïwan). Les Taïwanais avaient traditionnellement une aversion pour la consommation de bœuf, même au milieu des années 1970, car les bovins étaient des bêtes de somme précieuses. À l'origine, ce plat était uniquement consommé par les Chinois du continent Cependant, le plat est plus accepté avec le temps et est maintenant l'un des aliments les plus populaires de Taïwan. On pense que la popularité de cette soupe aux nouilles a brisé le tabou du mangeur de bœuf et a ouvert la voie à Taïwan, adoptant plus tard des aliments américains utilisant du bœuf (comme des hamburgers). La variante taïwanaise est nettement moins épicée que son prédécesseur sichuanais et il existe plusieurs variantes du bouillon de soja, comme à la tomate, à l’ail ou aux plantes médicinales. La variante de bouillon à la tomate (chinois : 番茄牛肉麵 ; pinyin : fānqié niúròu miàn) est populaire à Taïwan et présente des morceaux de tomate dans un riche bouillon de tomates rouges avec ou sans sauce de soja. La variante aux plantes médicinales est généralement servie sans suancai comme garniture (ses propriétés acides étant supposées inhiber les propriétés médicinales) et peut être accompagnée d'une pâte de chili à base de saindoux de bœuf.

### Autres variétés
En Thaïlande, le kuaitiao nuea pueay est un plat similaire. Au Viêt Nam, le bò kho est un ragoût de bœuf parfois servi avec des nouilles (ou du pain comme alternative), similaire aux nouilles au bœuf braisées de Taïwan. Le pho est également une soupe aux nouilles vietnamienne contenant du bouillon, des nouilles de riz appelées bánh phở, des herbes ainsi que de la viande, principalement du bœuf (phở bò) ou du poulet (phở gà). Aux Philippines, le beef mami est très populaire et peut également être combiné avec le pares.
Le yaka mein est un type de soupe de nouilles au bœuf qu'on trouve couramment dans les restaurants chinois à La Nouvelle-Orléans. La soupe se compose de bœuf cuit, de nouilles, d'un œuf dur et d'oignons verts hachés, avec assaisonnement cajun, du chili en poudre ou un assaisonnement Old Bay.